# Mikrogaskammer
Eine Mikrogaskammer ist ein kleiner Raum, der nur stark vermindert Gas mit der Umgebung austauschen kann. Dies ist günstig bei bestimmten chemischen Analysen. Meist findet eine Konstruktion aus zwei ineinander gelegten Uhrengläsern oder aus einem Objektträger mit Glasring und Deckgläschen Anwendung.